# 윤상현 (웨이크보드 선수)
윤상현은 대한민국의 웨이크보드 선수이다. 그의 여동생인 윤희현 역시 웨이크보드 선수이다.

## 수상내역
- 2015년 웨이크보드 아시안컵 우승[3]
- 2015년 웨이크보드 아시안컵 우승[4]